# ديماس كاميلو
ديماس كاميلو (بالإسبانية: Dimas Camilo)‏ هو راكب الكنو مكسيكي، ولد في 22 أكتوبر 1989.

## وصلات خارجية
- ديماس كاميلو على موقع أوليمبيديا (الإنجليزية)